# Estación de Reutlingen
La estación de Reutlingen es una estación ferroviaria de la comuna suiza de Winterthur, en el Cantón de Zúrich.

## Historia y situación
La estación de Reutlingen fue abierta en el año 1875 con la inauguración de la línea Winterthur - Etzwilen por parte del Schweizerischen Nationalbahn (SNB), que sería absorbido por el Schweizerische Nordostbahn (NOB), el cual a su vez se integró en 1902 en los SBB-CFF-FFS.
La estación se encuentra ubicada en la localidad de Reutlingen, situada en el norte de la comuna de Winterthur. Consta de un andén lateral al que accede una vía pasante. Sus equipamientos están conformados por una pequeña marquesina para resguardarse de las inclemencias meteorológicas, donde hay una máquina expendedora de billetes, y un aparcabicis.
La estación está situada en términos ferroviarios en la línea férrea Winterthur - Etzwilen. Sus dependencias ferroviarias colaterales son la estación de Wallrüti hacia Winterthur y la estación de Seuzach en dirección Etzwilen.

## Servicios ferroviarios
Los servicios son prestados por SBB-CFF-FFS:

### S-Bahn Zúrich
La estación está integrada dentro de la red de trenes de cercanías S-Bahn Zúrich, y en la que efectúan parada los trenes de varias líneas pertenecientes a S-Bahn Zúrich:
- S 11 Aarau – Lenzburg – Dietikon – Zúrich HB – Stettbach – Winterthur – Seuzach/Sennhof-Kyburg (– Wila)
- S 29 Winterthur – Seuzach - Stein am Rhein